# Gampsocoris
Gampsocoris – rodzaj pluskwiaków z podrzędu różnoskrzydłych i rodziny smukleńcowatych. Obejmuje 18 opisanych gatunków. Zamieszkują wszystkie krainy oprócz Nearktyki.

## Morfologia
Pluskwiaki o silnie wydłużonym i delikatnie zbudowanym ciele długości od 2,5 do 4,7 mm. Oskórek mają pozbawiony owłosienia. Powierzchnia zaokrąglonej głowy jest błyszcząca, niepunktowana. Czoło jest silnie wysklepione, pozbawione wyrostka frontalnego. Mocno wydłużone czułki mają barwę jasną z ciemnym obrączkowaniem przynajmniej na jednym członie. Przedplecze ma grubo punktowany i mocno wypukły wierzch. Występuje na nim pięć błyszczących guzków – dwa poprzeczne tuż za kołnierzem i trzy w części tylnej. Małych rozmiarów tarczka zaopatrzona jest w długi, odstający i dalej zakrzywiony ku dołowi kolec. Półpokrywy mają zesklerotyzowane w niewielkim stopniu i wskutek tego niemal przejrzyste przykrywki oraz duże, delikatne zakrywki. Podłużnych żyłek na zakrwyce jest sześć, rzadziej pięć. Zatułów ma dobrze widoczne ujścia gruczołów zapachowych o formie wydłużonych uszek. Mocno wydłużone odnóża wieńczą parzyste przylgi i pazurki. Ich ubarwienie jest żółtawe z ciemnym obrączkowaniem na udach i goleniach. Na sternitach brak jest punktowania.

## Ekologia i występowanie
Owady te bytują na różnych roślinach porośniętych włoskami gruczołowymi. Są fitofagami ssącymi soki roślin i krople wydzielane przez ich gruczoły. Niewykluczone jest, że uzupełniają dietę martwymi owadami uwięzionymi przez te wydzieliny.
Najwięcej gatunków zamieszkuje krainę palearktyczną, a spośród nich 7 występuje w Europie, z czego dwa w Polsce – G. culicinus i G. punctipes. Poza tym po 4 gatunki zamieszkują krainę neotropikalną i krainę etiopską, jeden (G. bihamatus) krainę orientalną i jeden (G. pacificus) Oceanię.

## Taksonomia
Rodzaj ten wprowadził w 1852 roku Michael Fuss. Jego gatunkiem typowym wyznaczył opisanego w tej samej publikacji Gampsocoris transsilvanica, którego później zsynonimizowano z Gampsocoris punctipes.
Do rodzaju tego zalicza się 18 opisanych gatunków:

- Gampsocoris africanus (Stusak, 1966)
- Gampsocoris bihamatus (Distant, 1909)
- Gampsocoris culicinus Seidenstücker, 1948
- Gampsocoris decorus (Uhler, 1893)
- Gampsocoris enslini Seidenstücker, 1953
- Gampsocoris fuscatus Henry, 1997
- Gampsocoris gatai Gunther, 1996
- Gampsocoris gibberosus (Horvath, 1922)
- Gampsocoris lilianae Josifov, 1958
- Gampsocoris linnavuorii Henry, 2016
- Gampsocoris minutus Josifov, 1965
- Gampsocoris nexus (Harris, 1943)
- Gampsocoris pacificus (China, 1930)
- Gampsocoris pallidipes Lindberg, 1958
- Gampsocoris panorminus Seidenstücker, 1965
- Gampsocoris punctipes (Germar, 1822) – klemens wilżynowiec
- Gampsocoris tuberculatus (Stusak, 1967)
- Gampsocoris villiersi (Stusak, 1966)